# Tu viện Gelati
Tu viện Gelati (tiếng Gruzia: გელათი) là một tu viện thời Trung cổ nằm ở gần thành phố Kutaisi, vùng Imereti, miền tây Gruzia. Đây là một kiệt tác Thời kỳ Vàng son của Gruzia, được vua David II (1089-1125) cho xây dựng năm 1106. Năm 1994, tu viện Gelati đã được UNESCO công nhận là di sản thế giới.

## Lịch sử
Từ lâu, tu viện Gelati đã là một trong các trung tâm văn hóa và tinh thần chính ở Gruzia. Tu viện này có một Viện hàn lâm với một số các nhà khoa học, thần học và triết học rất nổi tiếng của Gruzia. Nhiều người trong số họ trước kia đã từng hoạt động trong các tu viện chính thống giáo ở nước ngoài hoặc ở hàn lâm viện Mangan tại Constantinople. Trong số các khoa học gia này, có các học giả nổi tiếng như Ioane Petritsi và Arsen Ikaltoeli. Do công trình rộng lớn của viện hàn lâm Gelati, người đương thời thường gọi tu viện này là "một Hellas (Hy Lạp cổ đại) mới" và "một Athos thứ hai".
Tu viện Gelati có rất nhiều tranh tường và các bản viết tay từ thế kỷ 12 tới thế kỷ 17, được bảo quản tốt. Tu viện này cũng là nơi chôn cất nhiều vua chúa, trong đó có vua David IV (tiếng Gruzia: Davit Agmashenebeli), một trong những vị vua vĩ đại nhất của Gruzia. Gần mộ của vua David là một trong những cánh cổng của Ganja được vua Demetrius I chiếm giữ năm 1138.

## Các vua chúa chôn tại đây
- Demetre I của Gruzia
- David IV của Gruzia
- Solomon I của Imereti
- Solomon II của Imereti
- George III của Gruzia
- Vakhtang II của Gruzia
- Bagrat VI của Gruzia
- George V của Gruzia
- Alexander II của Imereti
- George của Chqondidi
- Tamar của Gruzia

## Hình ảnh

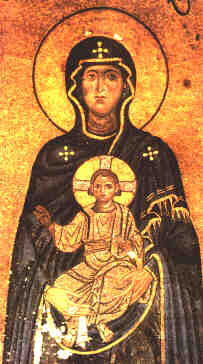
Mother of God, mosaic fresco
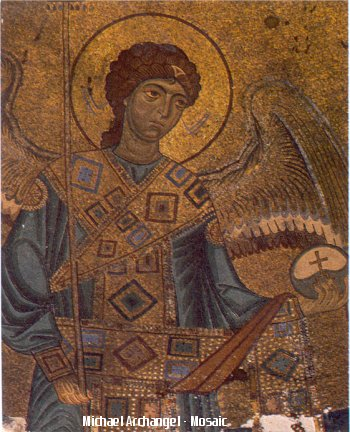
Archangel Michael, mosaic fresco
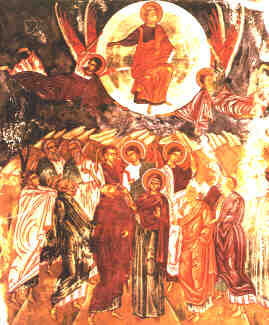
The Ascension, mural
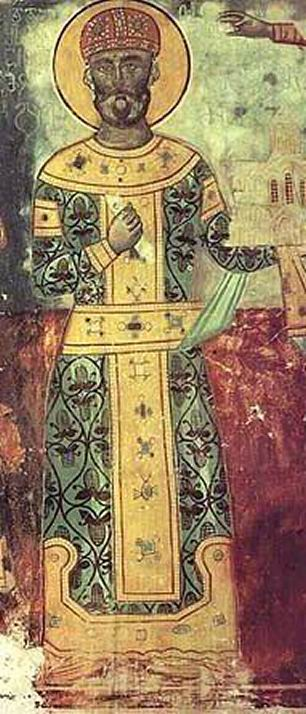
David IV of Georgia, mural
Northern wallNorthern wall
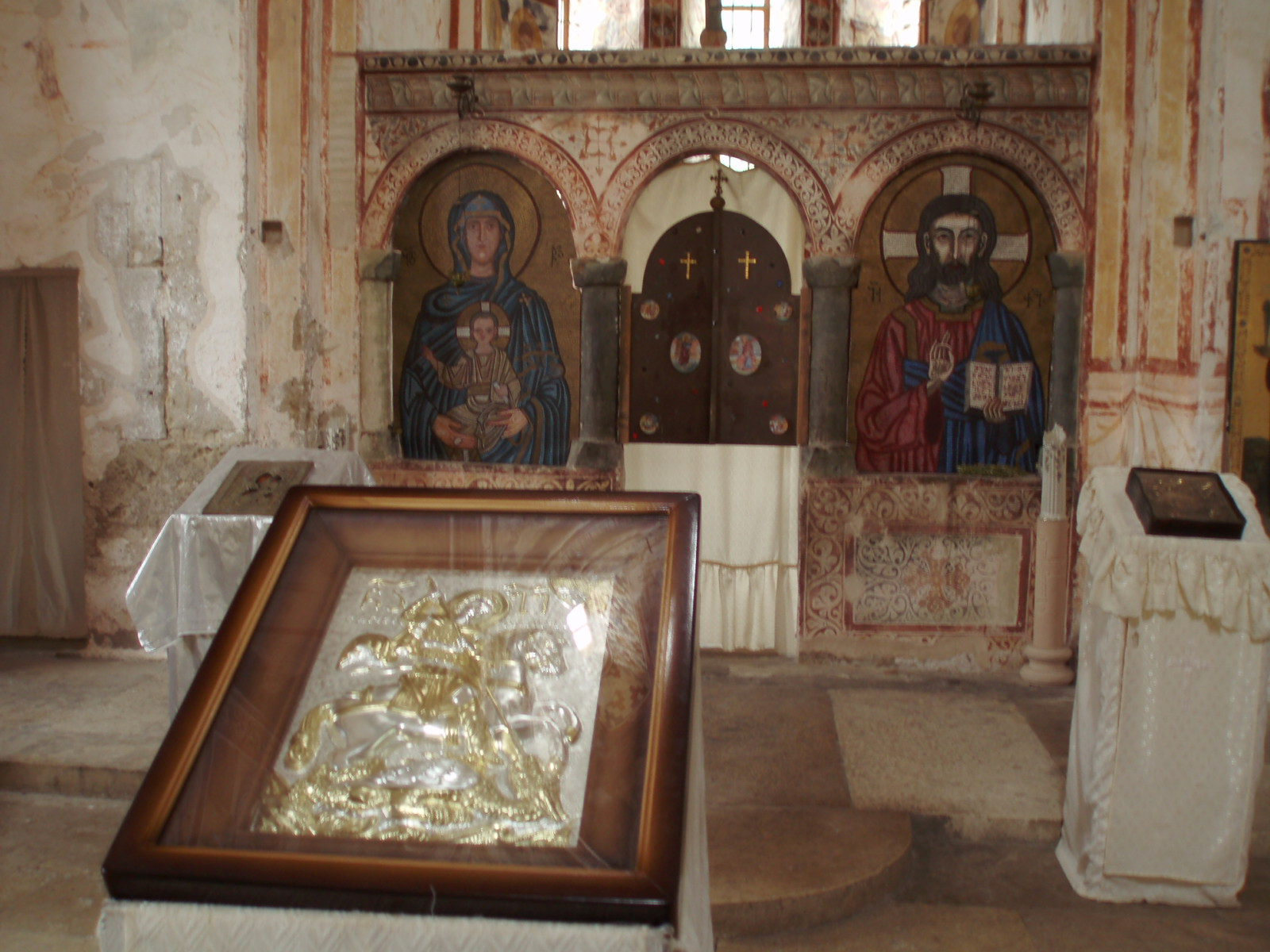
Icon of St. George in front of the iconostasis
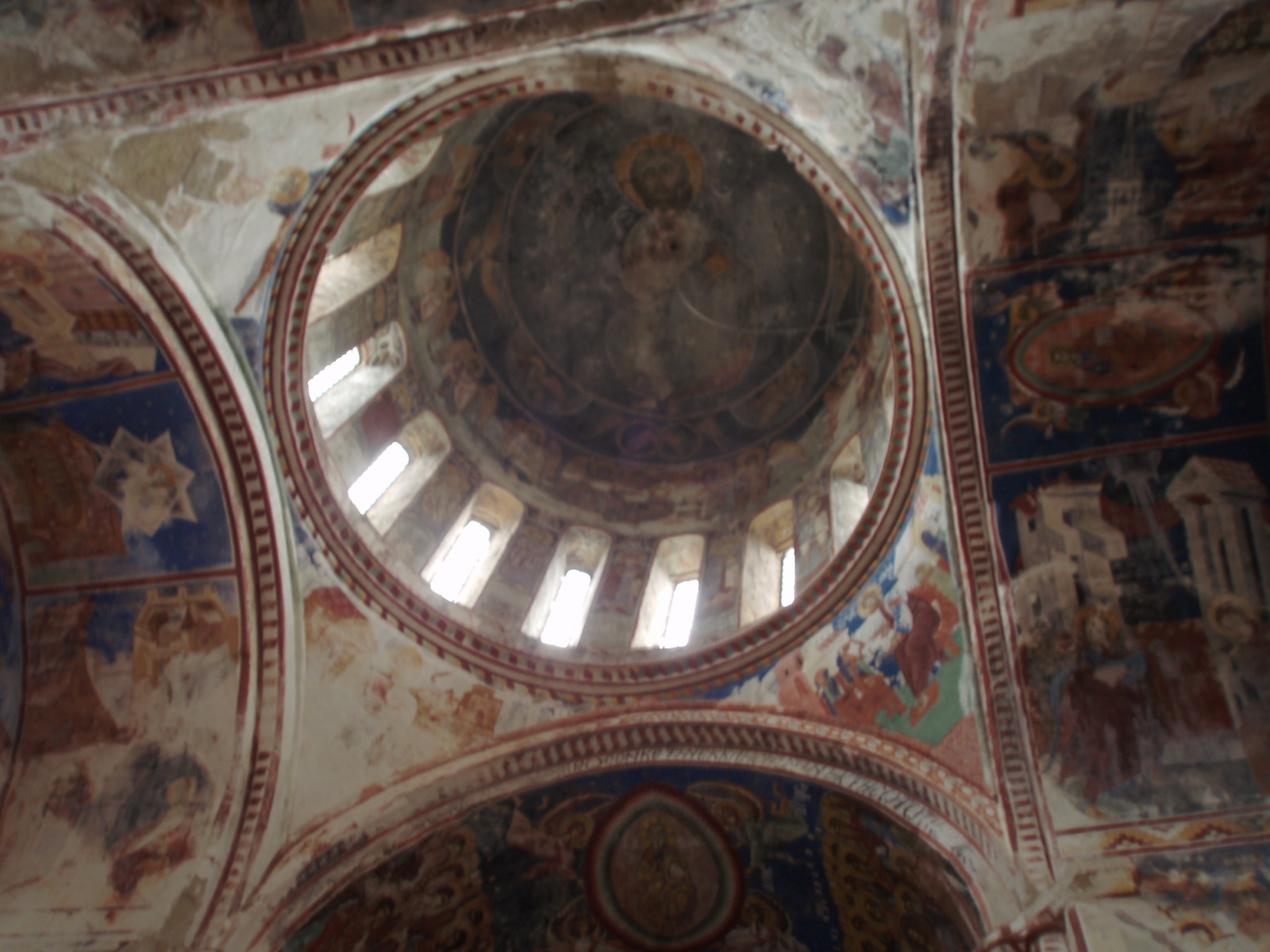
Looking up at the Christ Pantokrator in the dome
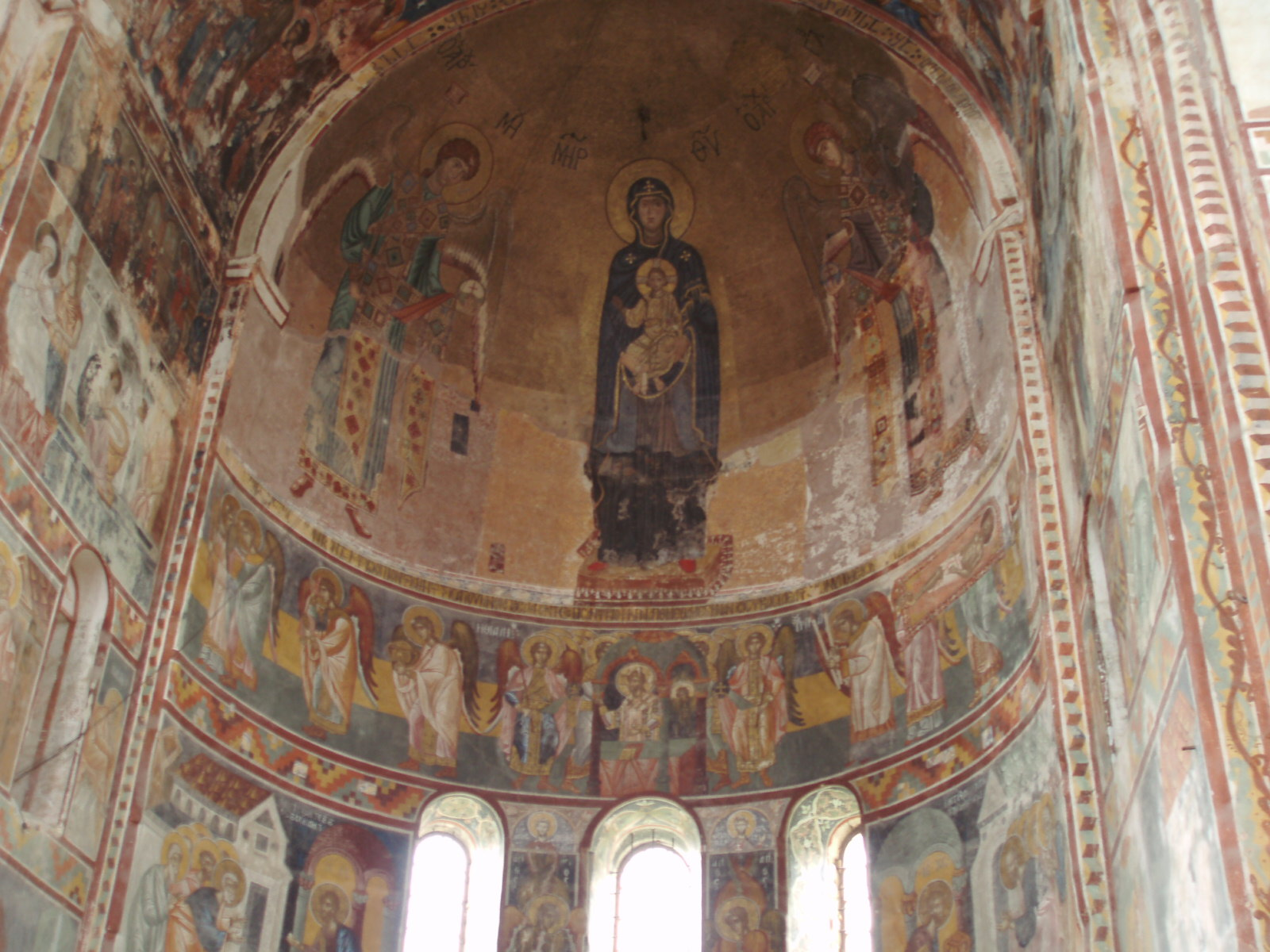
Icon of the Theotokos in the apse
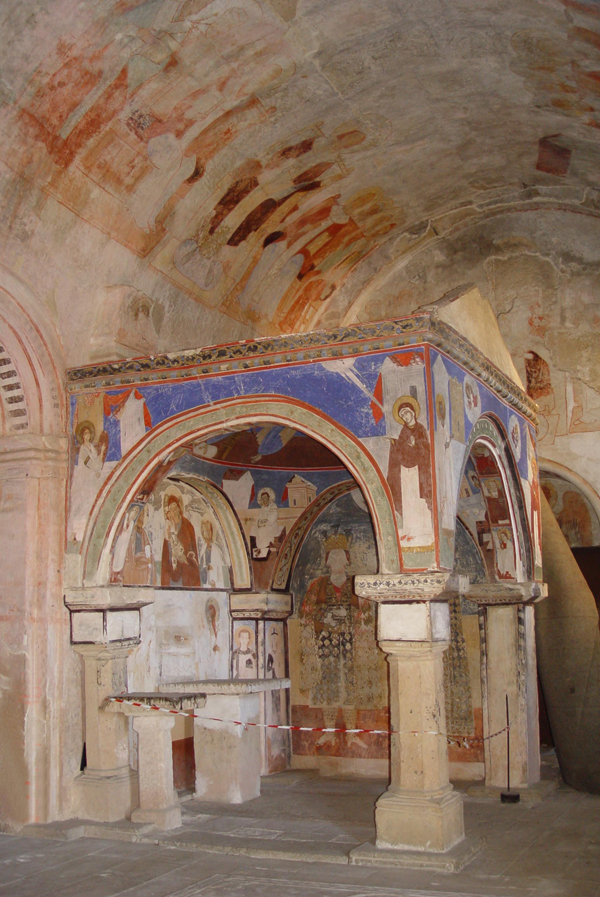
Shrine in the monastery church
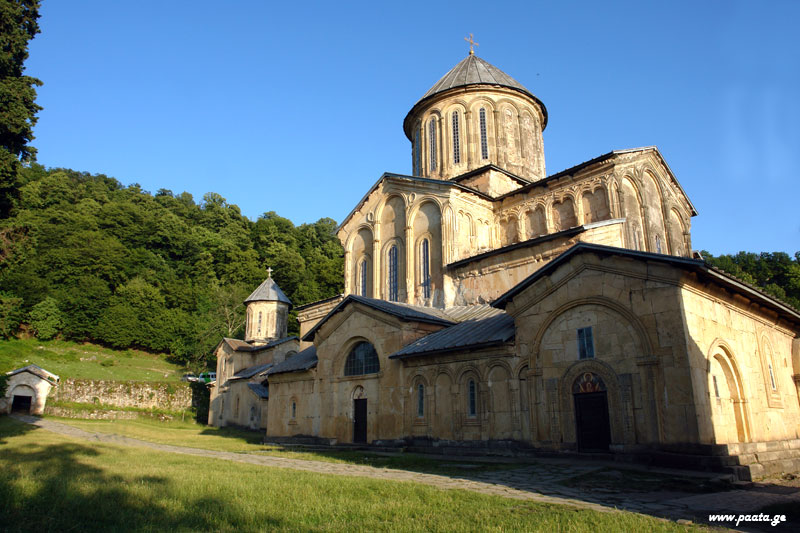
Gelati
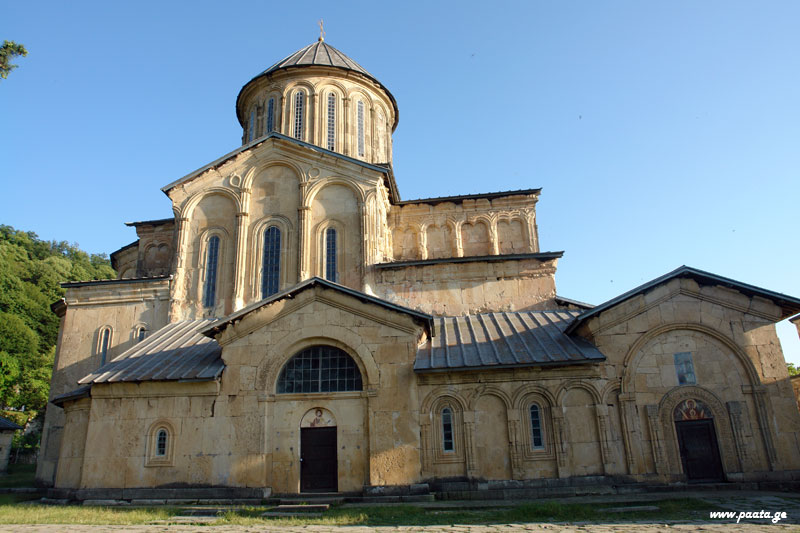
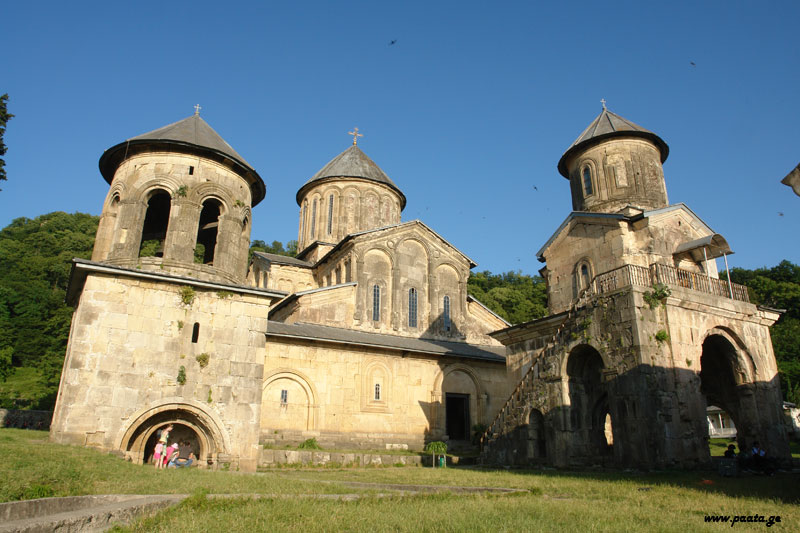
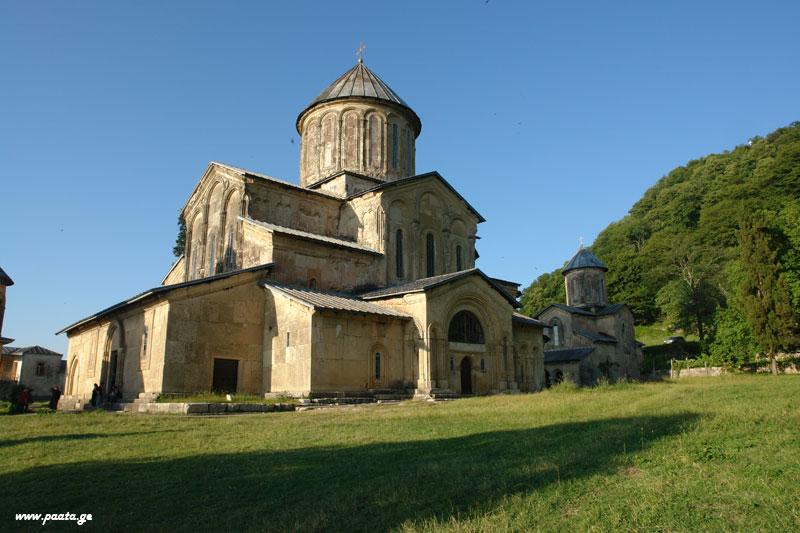
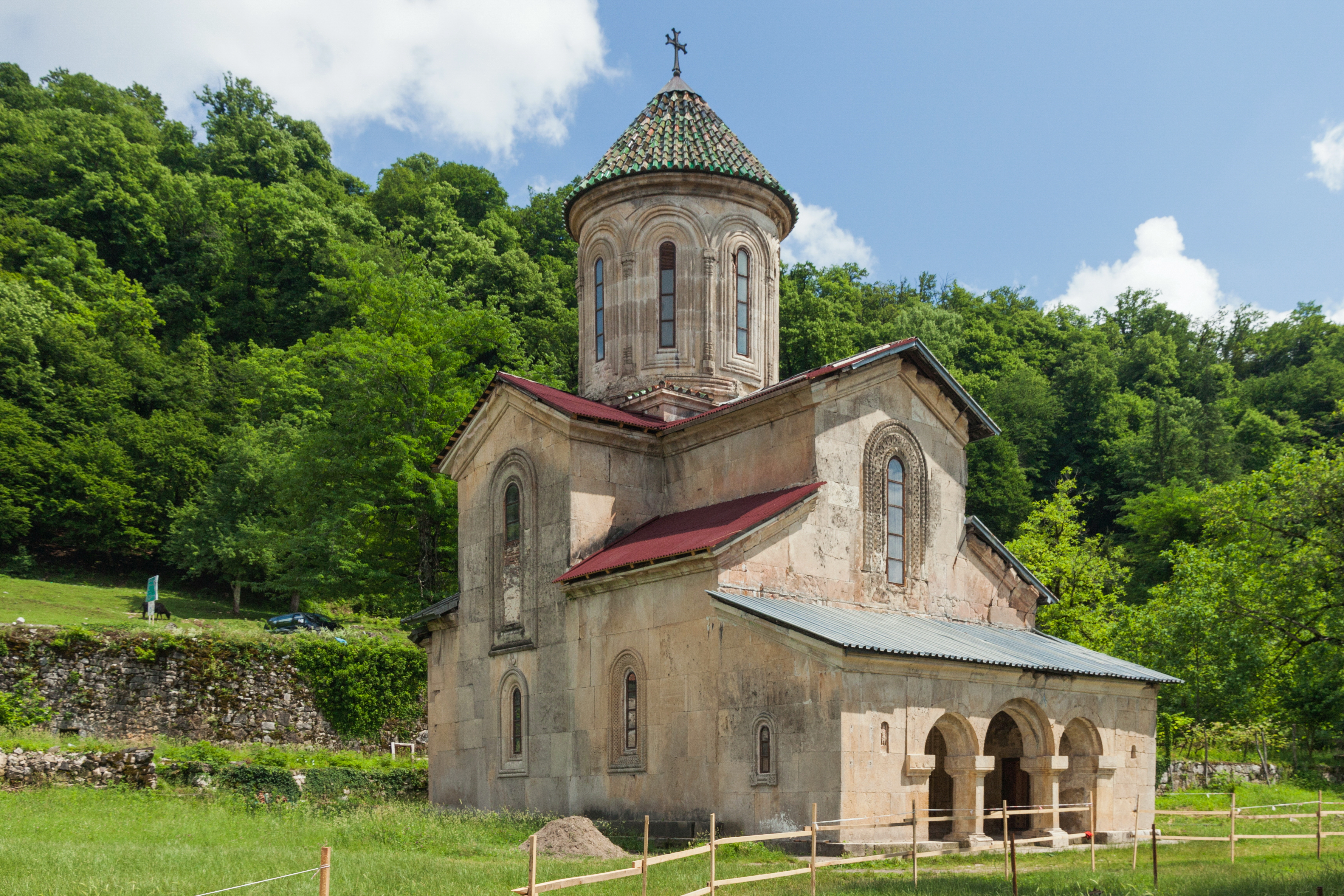
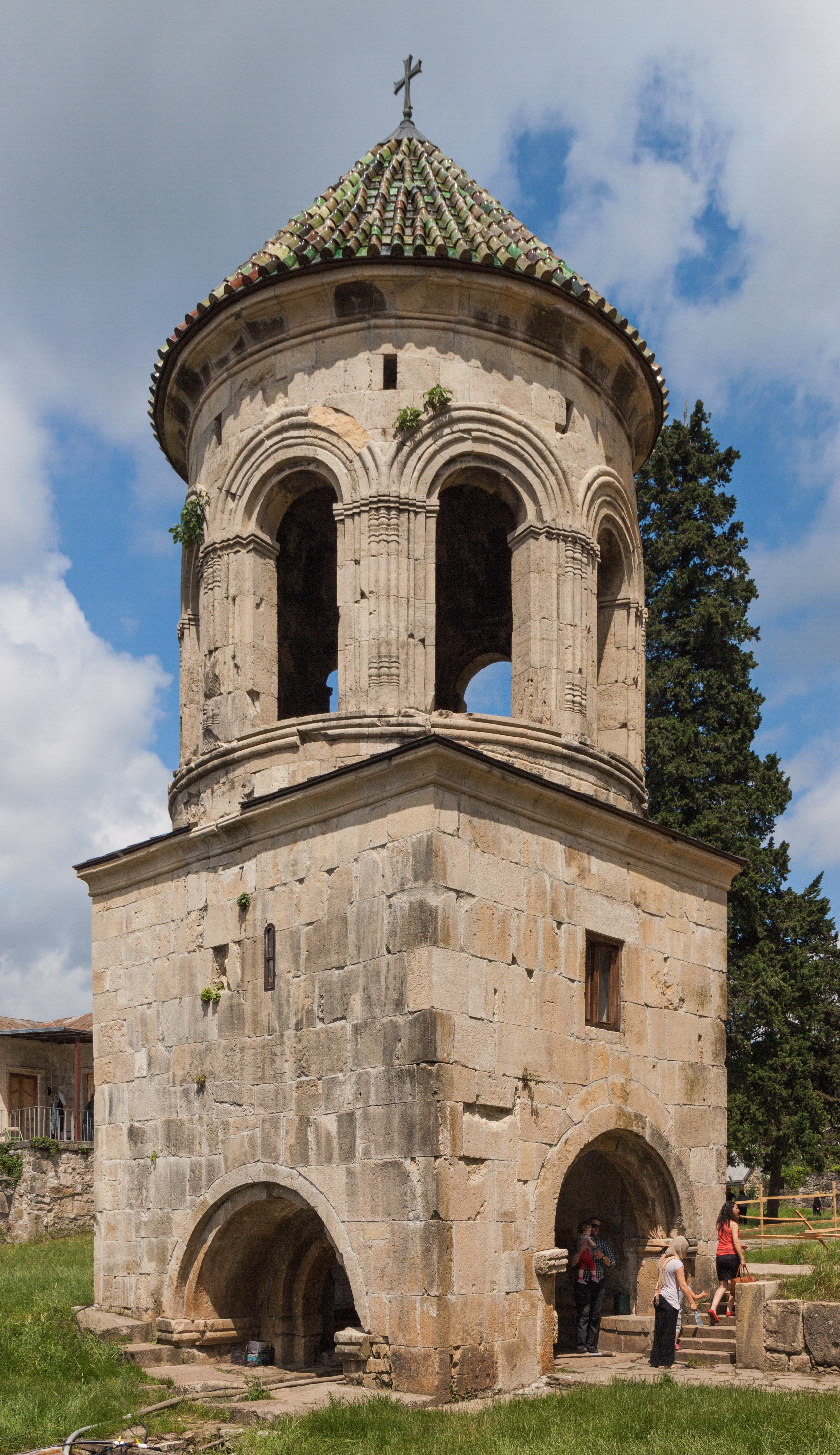
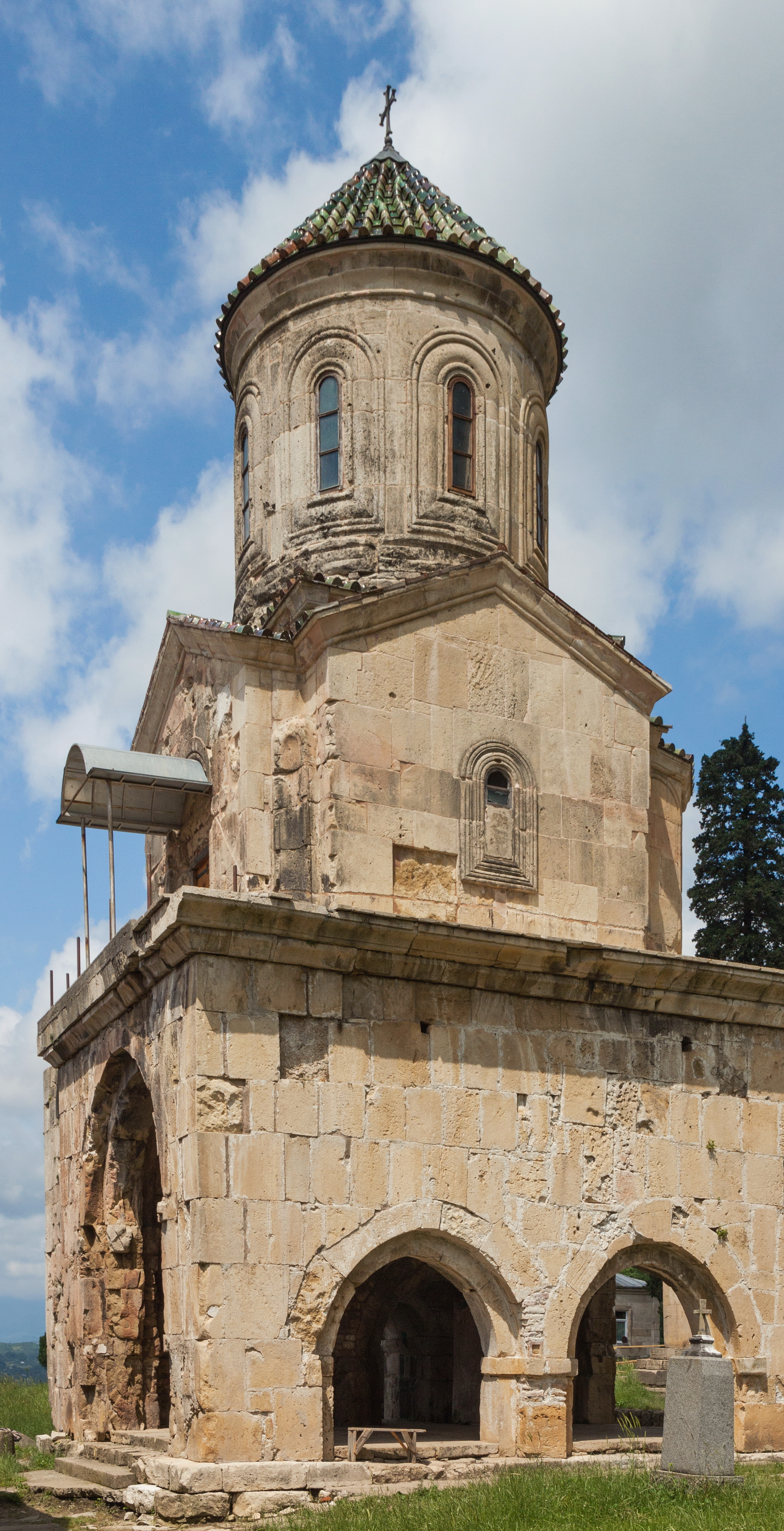